# CP-Baureihe 1150
CP-Baureihe 1150 ist eine dreiachsige dieselhydraulische Lokomotive, die von der portugiesischen Sorefame in den Jahren 1966 bis 1968 gebaut wurde.
Diese Güterzuglokomotive wurde für das Unternehmen Sentinel entwickelt und gebaut. In England wurde das Modell mit dem „Council of Industrial Design Award“ von der Regierung ausgezeichnet. Die CP-Serie ist heute noch bei verschiedenen Eisenbahnbetrieben als Rangierlok im Einsatz.